# Wilfried Soltau
Wilfried Soltau (17 de junio de 1912) es un deportista alemán que compitió en piragüismo en la modalidad de aguas tranquilas.
Participó en los Juegos Olímpicos de Helsinki 1952, obteniendo en total dos medallas de bronce, en las pruebas de C2 1000 m y C2 10 000 m.

## Palmarés internacional
| Representando a la RFA |                      |                   |             |
| Juegos Olímpicos       |                      |                   |             |
| Año                    | Lugar                | Medalla           | Competición |
| 1952                   | Helsinki (Finlandia) | Medalla de bronce | C2 1000 m   |
| 1952                   | Helsinki (Finlandia) | Medalla de bronce | C2 10 000 m |